# Губський Всеволод Іванович
Губський Всеволод Іванович (21 лютого 1940, Харків – 05 січня 1995, там само) — відомий український вчений, фахівець в галузі клінічної патофізіології та медичної радіології.
Доктор медичних наук (1988), професор (1992).
Член Національної комісії з радіаційного захисту населення при  Верховній Раді України.

## Родина
Мати — Губська Олександра Никанорівна (1918—2003), відомий лікар-стоматолог, доктор медичних наук, професор, завідувачка кафедри ортопедичної стоматології Київського державного інституту вдосконалення лікарів (1965-1985).
Батько — Губський Іван Якович (1914—1974), інженер-геодезист, військовослужбовець, підполковник Радянської Армії.
Дружина — Губська Нінель Андріївна, лікар-терапевт.
Дочка — Губська Ганна Всеволодівна, кандидат фізико-математичних наук, фахівець в галузі біофізики.
Молодший брат — Губський Юрій Іванович, відомий український біохімік та фармаколог. Член-кореспондент НАМН України (Національної академії медичних наук України) (з 1994), заслужений діяч науки і техніки України (з 1997), доктор медичних наук (з 1985), професор (з 1987).

## Біографія
1957 - закінчив середню школу № 5 м. Харкова із срібною медаллю.
1963 - закінчив з відзнакою Харківський медичний інститут
1963-1966 - аспірантура по кафедрі гістології ХМІ  в науковій школі Бориса Альошина.
1965-1989 - співробітник Харківського НДІ загальної та невідкладної хірургії (старший науковий співробітник, завідувач лабораторії):
- 1966-1967 -  завідувач спектрогр. лабораторії;
- 1967-1972 - завідувач лабораторії водно-сольового обміну;
- 1972-1989 -  завідувач лабораторії функціональної та клінічної діагностики.

1989-1995 - заступник директора з наукової роботи  Харківського НДІ медичної радіології.

## Наукова діяльність
Кандидат медичних наук з 1966 р.
Доктор медичних наук з 1988 р.
Докторська дисертація на тему «Экстраренальная регуляция внеклеточного гомеостаза при стрессе».
Основний напрям наукових досліджень – патофізіологічні порушення водно-сольового та енергетичного обмінів. Вивчав резервні можливості адаптивних систем чорнобильців, а також шляхи та засоби забезпечення оптимальної адаптації організму до малих доз радіації.
Автор понад 200 наукових праць та монографії.
Монографія: Алешин Б. В., Губский В. И. Гипоталамус и щитовидная железа. — М.: Медицина, 1983. — 184 с.
Основний науковий напрямок — дослідження нейрогормональної регуляції ендокринних функцій організму, зокрема гіпоталамічного контролю функції щитоподібної залози, патофізіологія і біохімія екстремальних станів, у тому числі за хірургічного стресу та за дії іонізуючої радіації.
Професором В. І. Губським зроблено визначний внесок у вивчення резервних можливостей адаптивних систем у осіб, що постраждали внаслідок аварії на Чорнобильській АЕС, а також фундаментальних механізмів порушень нейрогуморальних процесів за умов дії низьких доз іонізуючої радіації з одночасною розробкою методів їх клінічної корекції.